# اندژی پیانتکوفسکی

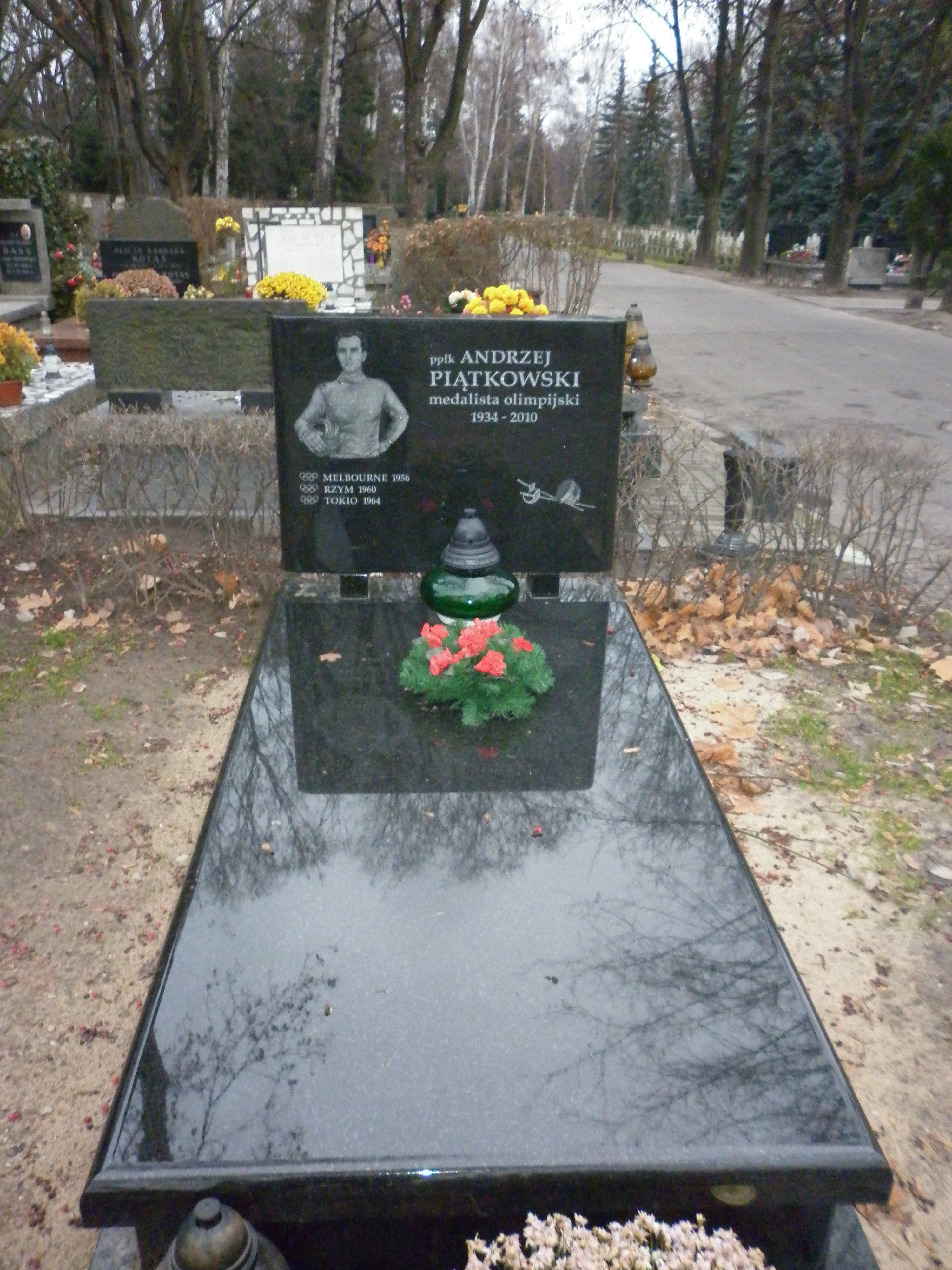
نمایی از سنگ‌مزار اندژی پیانتکوفسکی

اندژی پیانتکوفسکی (انگلیسی: Andrzej Piątkowski; ۲۲ اکتبر ۱۹۳۴ – ۱۱ ژوئن ۲۰۱۰) ورزشکار شمشیربازی اهل لهستان بود.
وی در مسابقات کشوری و بین‌المللی در مجموع برندهٔ ۲ مدال نقره، ۱ مدال برنز شده‌است.